# 八橋イサノ
八橋イサノ（やばせいさの）は秋田県秋田市にある町。八橋イサノ一丁目と八橋イサノ二丁目の2町が存在する。郵便番号は010-0961。住居表示実施済み地区。

## 地理
秋田市の中央部、八橋地域の中では北部に位置する。草生津川の左岸に沿った長方形に近い町域を持ち、ほぼ全域が住宅地である。北は八橋字イサノ、北東は寺内字イサノ、東は八橋大畑二丁目・八橋大沼町、南は八橋田五郎二丁目、南西は八橋大道東、西は寺内油田一丁目・寺内堂ノ沢一丁目に接する。

### 河川
- 草生津川

## 歴史

### 沿革
- 1982年（昭和57年）5月1日 - 住居表示実施に伴い、八橋イサノ一丁目・八橋イサノ二丁目が成立する。

### 町名の変遷
以下はすべて住居表示実施に伴う変更。
| 実施後           | 実施年月日     | 実施前（各字名ともその一部）     |
| ---------------- | -------------- | -------------------------------- |
| 八橋イサノ一丁目 | 昭和57年5月1日 | 八橋字イサノ やばせ あざいさの   |
| 八橋イサノ一丁目 | 昭和57年5月1日 | 八橋字田五郎 やばせ あざたごろう |
| 八橋イサノ二丁目 | 昭和57年5月1日 | 泉字大畑 いずみ あざおおはた     |
| 八橋イサノ二丁目 | 昭和57年5月1日 | 寺内字イサノ てらうち あざいさの |
| 八橋イサノ二丁目 | 昭和57年5月1日 | 八橋字イサノ やばせ あざいさの   |

## 世帯数と人口
2020年（令和2年）10月1日現在の世帯数と人口は以下の通りである。
| 丁目             | 世帯数  | 人口    |
| ---------------- | ------- | ------- |
| 八橋イサノ一丁目 | 260世帯 | 644人   |
| 八橋イサノ二丁目 | 279世帯 | 586人   |
| 計               | 539世帯 | 1,224人 |

## 交通

### 鉄道
地区内に鉄道は通っていない。最寄り駅は泉菅野二丁目にあるJR東日本奥羽本線泉外旭川駅。

### バス
- 秋田中央交通
  - 系統230｜泉八橋環状線（泉回り） - 平日のみ
  - 系統231｜泉八橋環状線（八橋回り） - 平日のみ
    - イサノ一丁目 - イサノ二丁目

### 道路
- 秋田市道外旭川新川線

## 施設

### 八橋イサノ一丁目
- 特別養護老人ホーム 八橋
- 国際石油開発帝石 八橋油田ポンピングユニット

### 八橋イサノ二丁目
- ユーランドホテル八橋
- シーガルジャパン八橋イサノ店
- ホワイト急便八橋イサノ店
- 八橋イサノ町内会館